# Näcken (Ernst Josephson)
Näcken är en serie oljemålningar som utfördes av den svenske konstnären Ernst Josephson från 1872 till 1884. Den främsta versionerna är utställda på Nationalmuseum och Göteborgs konstmuseum samt Prins Eugens Waldemarsudde vars tavla benämns Strömkarlen. Målningarna skildrar Näcken, ett övernaturligt väsen i nordisk folktro. Josephson fann inspiration till motivet under en resa till Eggedal(no) i Norge 1872. Han kom sedan att ägna sig åt Näcken-motivet under tolv år och utförde mängder av skisser. 

## Bakgrund
Kring sekelskiftet 1900 sysselsatte sig de nationalromantiska konstnärerna med folktraditionen, speciellt då med bondebefolkningens visor och sagor. Josephson läste folkvisor, diktade i samma stil, studerade vattenfall i Norge och väntade sig berusande upplevelser av mötet med naturen. Näcken förkroppsligade forsen och naturens dynamiska rörelse. Han var både ett fascinerande och skrämmande väsen, som med sin musik lockade människor ner i djupet. Näcken associerades med det okontrollerade, i synnerhet med sexualitet. För Josephson blev Näcken ett alter ego – den oförstådde romantiske konstnären – bohemen som sökte gå sin egen väg. 1888 blev Josephson allvarligt psykiskt sjuk men fortsatte trots det med sitt konstnärliga arbete fram till sin död. 

### Första resan till Norge och de första skisserna
Motivet har sin upprinnelse i en resa till Eggedal i Buskerud fylke som Josephson företog tillsammans med den norske akdademikamraten Wilhelm Peters 1872. De besökte även Numedal, med dess ståtliga vattenfall, och Setesdal. Syftet var att göra romantiska naturstudier i fjällen. 
Josephson berättar i ett brev om hur han somnade vid en fors och drömde om Näcken som spelade ur djupet. Visionen om Näcken började gripa tag om konstnären. Men det var först i Rom i slutet av 1870-talet som Josephson utförde sina första skisser av motivet, bland annat en tecknad skiss i den så kallade Mörnerska stamboken. Den spelande figuren är här vänd åt vänster och teckningen förefaller påverkad av italienska renässansmästare som Leonardo da Vinci och Michelangelo. År 1878 utförde Josephson en summarisk oljekiss av motivet. I Paris 1881 påbörjades så det egentliga arbetet med motivet. I den så kallade Lindebergska skissen från 1881 (Thielska galleriet) har Näcken vänts åt höger och kastar huvudet bakåt medan han spelar. Bakom honom störtar ett vattenfall ner från en vattenyta under en gul måne. Denna utfördes i Spanien eller Sverige efter ett besök vid Trollhättefallen i juni och efter moderns död i juli 1881.

### Versionerna på Nationalmuseum och Göteborgs konstmuseum
I Nationalmuseum finns den så kallade van Gogh-skissen från 1881–1882 vars namn kan förklaras av den en gång tillhört konstsamlaren Theo van Gogh, bror till Vincent van Gogh. Motivet har här börjat ta en tydligare form med vattenfallen på båda sidor om klippan bakom figuren. I Nationalmuseums stora version från 1882 är den spelande Näcken insvept i ett romantiskt töcken. Figuren är omgiven av näckrosor, gräs, blommor, snår och grenar. På himlen finns ännu en gul månskära. Målningen inköptes 1893 av konstnären Georg Pauli och 1915 av Nationalmuseum genom bidrag från Nationalmusei vänner.
Göteborgsversionen slutfördes efter Nationalmuseums version men före versionen på Prins Eugens Waldemarsudde och dateras till 1882–1884. I förhållande till Nationalmuseums version är den mer distinkt, med starkare kontraster och en mer expressiv penselföring. Månskäran är nu borta. En röntgenfotografering på 1950-talet visade en underliggande skiss som antagits vara förlaga till versionen i Nationalmuseum. På målningen finns en tillägnan: ”Till Wilhelm o. Gunhild von Gegerfelts minne af Ernst Josephson Paris 8” (sista siffran oläslig). Josephson skänkte tavlan till Pontus Fürstenberg, som dock inte förefaller ha varit särskilt förtjust i verket då han förvarade det i en garderob. Den testamenterades till Göteborgs konstmuseum av Pontus och Göthilda Fürstenberg 1902.

### Strömkarlen
Sommaren 1884 reste Josephson tillbaka till Eggedal för att, i enlighet med friluftsmåleriets ideal, utföra sitt magnum opus på plats inför motivet. Han lät bygga en tillfällig ateljé vid forsen och utförde noggranna studier av naturen. Som modell använde han den sextonårige Gunnar Hanssongaard från trakten, som på konstnärens begäran lät håret växa. Till systern skriver han i juli: ”Vad jag älskar forsen! Den tonar oavbrutet som skönaste musik: jag hör ständigt nya melodier och märkvärdiga ackorder; det är den nordiska naturens orkester, där Näcken spelar fiol. Musik, du hörselns gudom!” Den färdiga målningen blev en syntes av de föregående versionerna, där motivet nu ses i naturalismens klara dagsljus. Näcken har nu blivit ljushårig och hans fiol förgylld.
Målningen refuserades dock från Parissalongen 1885 och när den visades på opponenternas utställning i Stockholm hösten samma år hängdes den ofördelaktigt högt, strax under taket. Målningen hånades av publik och kritik. Karl Warburg avfärdade den i Göteborgs Handels- och Sjöfarts Tidning 24 september: ”Kroppspartierna och naturen äro utan tvivel väl studerade men helhetsverkan förfelad.” Carl Rupert Nyblom skrev den 2 oktober: ”I den stora bilden av ’Strömkarlen’ har bizarreriet nått sin höjd. En alldeles naken, mycket ful herre sitter i en obeskriflig omgifning och spelar på en förgyld fiol!”
Det hånfulla mottagande tog Josephson hårt. Men så behandlade verket också konstnärens kvalfyllda utanförskap, som för Josephsons del under de följande åren skulle vändas till en självvald isolering, då han i Frankrike drogs allt längre in i spiritismens världsbild. En upprättelse kom 1893, då Richard Bergh och andra konstnärskamrater från opponentåren anordnade Josephsons första separatutställning i Stockholm. På utställningen köpte prins Eugen Strömkarlen. Först erbjöd han målningen till Nationalmuseum som dock avböjde gåvan. Sedermera blev den en av prinsens favoritkonstverk och utgör idag en av höjdpunkterna på Prins Eugens Waldemarsudde där den är permanent infälld i väggen i Salongen.

## Galleri

Lindebergska skissen, Thielska galleriet (1881).
van Gogh-skissen på Nationalmuseum.
Den version som finns på Göteborgs konstmuseum är inte daterad, men är senare än versionen på Nationalmuseum och tidigare än Strömkarlen.
Forsstudie på Nationalmuseum.